# Hjulmagerhus fra Kalvehave, Sjælland (Frilandsmuseet)
Frilandsmuseets Hjulmagerhus fra Kalvehave er et landhåndværkerhus fra Kalvehave på Sydsjælland ca. 16 km Ø.f. Vordingborg. Det blev opført af en bonde i 1694 som bolig for en ryttersoldat. Det har rummet flere erhverv, og fra 1850'erne var der et hjulmagerværksted i huset.
Nationalmuseets bondegårdsundersøgelser nåede til Kalvehave i 1944 og fattede straks interesse for huset, som var meget velbevaret både med hensyn til bygning og indbo. Det blev erhvervet samme år og stod genopført på Frilandsmuseet i 1960. Huset lå på bygaden i byen Kalvehave i Sydøstsjællands skovrige område tæt ved kysten. Det er et meget langt enlænget hus med to boliger og to skorstene. Det er efter sjællandsk skik kalket over både bindingsværk og de lerklinede tavl. Taget er tækket med strå og husets have med frugttræer skærmes mod vejen af et solidt kampestensdige.

## Rytterhus
Ved nedtagningen af huset fandt man en lille kerne af bygningen bestående af stegers med skorsten i midten, en tofags stue og et kammer på ét fag. Det hus blev opført af fæstebonden Mikkel Rasmussen i 1694 til en ryttersoldat med familie. Disse rytterhuse blev bygget i store mængder som resultat af en militær opbygning efter nederlaget til Sverige i 1660. Efter svensk mønster blev indført et nationalt rytteri, dvs. at fæstegårde under kronen med mindst 8 tdr. hartkort skulle underholde en rytter og hest. Bonden eller hans søn kunne vælge selv at ride for gården, eller de kunne også leje en husmand til; det men ofte var det en professionel soldat. Nogle gårde var store nok til at huse soldaten i en aftægtslejlighed eller ombyggede udlænger. Mange gårdmænd var nødt til at bygge et rytterhus.
Allerede i 1715 blev det spredte ryttergods underkastet en gennemgribende revision, hvor hæren gennem køb og salg af gods forsøgte at få de enkelte regimenters distrikter samlet. De spredte rytterhuse blev erstattet af samlede forlægninger i købstæderne eller på de kongelige ladegårde, hvis marker og skove inddeltes i kobler til græsning for rytterhestene. Rytterbønderne skulle nu levere deres afgifter i naturalier og penge til regimentsskriveren.

## Fæstehus
Rytterhusene blev i stedet til fæstehuse, og Kalvehavehuset blev bortfæstet i 1733 til indsidder Ole Brems, som skulle sætte huset i forsvarligt stand og betale 3 rdl. årligt i huspenge. Han var den første af en lang række gadehusmænd, som fæstede det jordløse hus - ikke sjældent ved også at overtage enken. Antallet af husmænd voksede eksplosivt op gennem 1700-tallet. I Kalvehave gik forholdet mellem gårdmænd og husmænd således fra 2,6:1 til 1:2,5. Gadehusmændene havde kun jord til nogle frugttræer og en kålgård til grøntsager. I reglen havde de, mod en mindre afgift, del i landsbyens fælles græsning på overdrevet eller den af de tre vange som var udlagt til fælled. Det var dog ikke muligt for dem at leve af salget af lidt frugt, æg og får. De fleste tjente bonden eller levede af deres økse, dvs. havde et håndværk baseret på træ primært fra underskoven.
Huset fra Kalvehave havde nogenlunde samme størrelse til 1774, hvor det blev forlænget i begge ender, og voksede til en anseelig størrelse. Det var i forbindelse med de store landboreformer, hvor tomten fra nedlagte eller udflyttede gårde ikke sjældent overgik til et allerede eksisterende hus i landsbyen eller et nyt hus. Husene kunne også indrettes i en længe, der stod tilbage, når en gård var flyttet ud eller de kunne være opført af byggematerialer fra en nedlagt gård. Huset fra Kalvehave overtager både tomten og byggematerialer fra en nedlagt nabogård. Svære egestolper er brugt til at forlænge det lille seksfags hus, som i 1808 er blevet til 11 fag og købes af Rasmus Rasmussen til selveje.

## Huset i 1800-tallet
Huset er efterhånden vokset med udhusrum i den ene ende og i 1835 en aftægtslejlighed i den anden ende. I 1865 var denne lejlighed beboet af en søn, som var hjulmager og derfor, i 1869, byggede et værksted på. Bygningen på museet viser tiden omkring 1880, hvor to familier boede i hver sin ende af huset. De to boliger illustrerer, hvordan man indrettede sig hos den ældre og den yngre generation. Udover variation i boligindretning, ses også to forskellige erhvervsmæssige forhold, typiske for et stort antal husmænd og samtidigt særegent for den skovrige egn huset hører hjemme i.
Den ældre generation boede i den ældste del af huset fra 1694. Køkkenet eller stegerset består mest af skorstenen, så stor at husmoderen kunne stå helt inde i den, når hun skulle passe maden på det åbne ildsted. Fra denne skorsten blev der fyret ind i gruekedlen, i bageovnen som stak uden for husmuren og i bilæggerovnen som stod i stuen. I stuen sov og spiste man og foretog det indendørs arbejde. Møbleringen er noget gammeldags med bordet på tværs i stuen i stedet for langs vinduet. Fra stuen kan man kigge ind i øverstestuen, som ikke kun er det klassiske opbevaringsrum med kister og skabe, men også mandens træværksted. Her supplerede han det beskedne landbrug ved at fremstille store mængder tøndebånd, river, leskafter, kurve, træskeer o.l. Skoven, særligt underskoven, blev udnyttet optimalt, også til dyrkning af æbler og humle.
Sønnen, der boede i den anden ende af huset, var også dygtig med sine hænder og har selv lavet de møbler, der står i hans bolig. Han lavede også bødkerarbejde og fremstillede høstredskaber. Desuden kunne han garve og gik desuden rundt til folk som glarmester. Han har også bygget værkstedet til huset, og her arbejdede han med sin primære beskæftigelse som udlært hjulmager. Her blev vognhjulene lavet og samlet på drejebænk, borelad og radstok. Forinden var træstammerne blevet savet til planker over savgraven lige udenfor døren. Langsaven blev ført af to mand, hvoraf den ene stod oven på stammen mens den anden stod nede i graven. Det opskårne træ blev opbevaret flere år i den lille fritliggende bod, før det blev viderebearbejdet. Både far og søn har desuden er bedrevet lidt fiskeri. Måske også lidt skudefart hvor de sejlede varer op og ned langs kysten til købstæder som Køge og hovedstaden. Denne søhandel forsvandt dog næste i løbet af 1700-årene og blev erstattet af arbejdet med træ fra underskoven.